# Raspailia inaequalis
Raspailia inaequalis är en svampdjursart som beskrevs av Arthur Dendy 1924. Raspailia inaequalis ingår i släktet Raspailia och familjen Raspailiidae.
Artens utbredningsområde är havet kring Nya Zeeland. Inga underarter finns listade i Catalogue of Life.